# Peter Fox/Diskografie
Diese Diskografie ist eine Übersicht über die musikalischen Werke des deutschen Reggae- und Hip-Hop-Musikers Peter Fox und seiner Pseudonyme wie P. Fox und Pete Fox. Autorentätigkeiten und Produktionen tätigt er auch unter seinem bürgerlichen Namen Pierre Baigorry. Den Schallplattenauszeichnungen zufolge hat er bisher mehr als 6,6 Millionen Tonträger verkauft. Seine erfolgreichste Veröffentlichung ist das Debütalbum Stadtaffe mit über 1,5 Millionen verkauften Einheiten.
In Deutschland konnte Fox bisher mehr als 6,2 Millionen Tonträger vertreiben, damit zählt er zu den Musikern mit den meisten Tonträgerverkäufen des Landes. Alleine sein Debütalbum verkaufte sich in Deutschland über 1,5 Millionen Mal, womit es zu den meistverkauften Musikalben des Landes zählt. Darüber hinaus ist Stadtaffe das meistverkaufte Rapalbum auf dem deutschen Musikmarkt. Sein Videoalbum Live aus Berlin zählt mit über 200.000 verkauften Einheiten zu den meistverkauften Videoalben in Deutschland.

## Alben

### Studioalben
| Jahr | Titel Musiklabel                 | Höchstplatzierung, Gesamtwochen, AuszeichnungChartplatzierungen (Jahr, Titel, Musiklabel, Platzierungen, Wochen, Auszeichnungen, Anmerkungen) | Höchstplatzierung, Gesamtwochen, AuszeichnungChartplatzierungen (Jahr, Titel, Musiklabel, Platzierungen, Wochen, Auszeichnungen, Anmerkungen) | Höchstplatzierung, Gesamtwochen, AuszeichnungChartplatzierungen (Jahr, Titel, Musiklabel, Platzierungen, Wochen, Auszeichnungen, Anmerkungen) | Höchstplatzierung, Gesamtwochen, AuszeichnungChartplatzierungen (Jahr, Titel, Musiklabel, Platzierungen, Wochen, Auszeichnungen, Anmerkungen) | Anmerkungen                                                    |
| Jahr | Titel Musiklabel                 | DE | AT | CH | UK | Anmerkungen                                                    |
| ---- | -------------------------------- | --- | --- | --- | --- | -------------------------------------------------------------- |
| 2008 | Stadtaffe Downbeat Records (WMG) | DE1 ×1515-fach-Gold · (… Wo.)DE | AT1 ×2Doppelplatin · (189 Wo.)AT | CH4 Gold · (64 Wo.)CH | — | Erstveröffentlichung: 26. September 2008 Verkäufe: + 1.555.000 |
| 2023 | Love Songs Warner Music (WMG)    | DE1 Gold · (69 Wo.)DE | AT1 (17 Wo.)AT | CH1 (15 Wo.)CH | — | Erstveröffentlichung: 26. Mai 2023 Verkäufe: + 100.000         |

### Livealben
| Jahr | Titel Musiklabel                       | Höchstplatzierung, Gesamtwochen, AuszeichnungChartplatzierungen (Jahr, Titel, Musiklabel, Platzierungen, Wochen, Auszeichnungen, Anmerkungen) | Höchstplatzierung, Gesamtwochen, AuszeichnungChartplatzierungen (Jahr, Titel, Musiklabel, Platzierungen, Wochen, Auszeichnungen, Anmerkungen) | Höchstplatzierung, Gesamtwochen, AuszeichnungChartplatzierungen (Jahr, Titel, Musiklabel, Platzierungen, Wochen, Auszeichnungen, Anmerkungen) | Höchstplatzierung, Gesamtwochen, AuszeichnungChartplatzierungen (Jahr, Titel, Musiklabel, Platzierungen, Wochen, Auszeichnungen, Anmerkungen) | Anmerkungen                                                                                     |
| Jahr | Titel Musiklabel                       | DE | AT | CH | UK | Anmerkungen                                                                                     |
| ---- | -------------------------------------- | --- | --- | --- | --- | ----------------------------------------------------------------------------------------------- |
| 2009 | Live aus Berlin Downbeat Records (WMG) | DE2 Platin · (42 Wo.)DE | AT*AT | CH48 (7 Wo.)CH | — | Erstveröffentlichung: 27. November 2009; mit Cold Steel Verkäufe: + 200.000; * siehe Videoalbum |

## Singles

### Als Leadmusiker
| Jahr | Titel Album                | Höchstplatzierung, Gesamtwochen, AuszeichnungChartplatzierungen (Jahr, Titel, Album, Platzierungen, Wochen, Auszeichnungen, Anmerkungen) | Höchstplatzierung, Gesamtwochen, AuszeichnungChartplatzierungen (Jahr, Titel, Album, Platzierungen, Wochen, Auszeichnungen, Anmerkungen) | Höchstplatzierung, Gesamtwochen, AuszeichnungChartplatzierungen (Jahr, Titel, Album, Platzierungen, Wochen, Auszeichnungen, Anmerkungen) | Höchstplatzierung, Gesamtwochen, AuszeichnungChartplatzierungen (Jahr, Titel, Album, Platzierungen, Wochen, Auszeichnungen, Anmerkungen) | Anmerkungen                                                            |
| Jahr | Titel Album                | DE | AT | CH | UK | Anmerkungen                                                            |
| --- | -------------------------- | --- | --- | --- | --- | ---------------------------------------------------------------------- |
| 2007 | Fieber Stadtaffe           | — | — | — | — | Erstveröffentlichung: 5. Oktober 2007 feat. K.I.Z                      |
| 2008 | Alles neu Stadtaffe        | DE4 ×5Fünffachgold · (56 Wo.)DE | AT11 Gold · (38 Wo.)AT | CH49 (9 Wo.)CH | — | Erstveröffentlichung: 15. August 2008 Verkäufe: + 765.000              |
| 2008 | Haus am See Stadtaffe      | DE8 ×5Fünffachgold · (70 Wo.)DE | AT6 Gold · (83 Wo.)AT | CH16 (43 Wo.)CH | — | Erstveröffentlichung: 17. Oktober 2008 Verkäufe: + 765.000             |
| 2009 | Schwarz zu blau Stadtaffe  | DE3 ×3Dreifachgold · (26 Wo.)DE | AT17 (14 Wo.)AT | CH36 (5 Wo.)CH | — | Erstveröffentlichung: 6. Februar 2009 Verkäufe: + 450.000              |
| 2022 | Zukunft Pink Love Songs    | DE1 ×3Dreifachgold · (58 Wo.)DE | AT3 ×2Doppelplatin · (40 Wo.)AT | CH21 Platin · (10 Wo.)CH | — | Erstveröffentlichung: 20. Oktober 2022 Verkäufe: + 980.000; feat. Inéz |
| 2023 | Vergessen wie Love Songs   | DE11 (6 Wo.)DE | AT40 (1 Wo.)AT | — | — | Erstveröffentlichung: 3. März 2023                                     |
| 2023 | Weiße Fahnen Love Songs    | DE29 (1 Wo.)DE | AT74 (1 Wo.)AT | — | — | Erstveröffentlichung: 17. März 2023                                    |
| 2023 | Ein Auge blau Love Songs   | DE14 (6 Wo.)DE | AT39 (1 Wo.)AT | — | — | Erstveröffentlichung: 14. April 2023                                   |
| 2023 | Toscana Fanboys Love Songs | DE50 (3 Wo.)DE | — | — | — | Erstveröffentlichung: 16. Juni 2023 feat. Adriano Celentano            |
| 2024 | Toast –                    | DE15 (3 Wo.)DE | AT41 (1 Wo.)AT | CH71 (1 Wo.)CH | — | Erstveröffentlichung: 3. Mai 2024 feat. Reezy                          |
| 2024 | Blackbirds BLN –           | DE— aDE | — | — | — | Erstveröffentlichung: 31. Mai 2024 feat. Bensh                         |
| 2024 | Night Ride –               | — | — | — | — | Erstveröffentlichung: 7. Juni 2024 feat. Kofee Bean                    |
| Folgende Lieder erschienen nicht als Single, wurden aber durch das Album zum Download und Streaming bereitgestellt und konnten somit eine Platzierung erlangen: |                            | | | | |                                                                        |
| |                            | | | | |                                                                        |
| 2023 | Tuff Cookie Love Songs     | DE20 (4 Wo.)DE | AT60 (1 Wo.)AT | — | — | Charteinstieg: 2. Juni 2023                                            |

### Als Gastmusiker
| Jahr | Titel Album                             | Höchstplatzierung, Gesamtwochen, AuszeichnungChartplatzierungen (Jahr, Titel, Album, Platzierungen, Wochen, Auszeichnungen, Anmerkungen) | Höchstplatzierung, Gesamtwochen, AuszeichnungChartplatzierungen (Jahr, Titel, Album, Platzierungen, Wochen, Auszeichnungen, Anmerkungen) | Höchstplatzierung, Gesamtwochen, AuszeichnungChartplatzierungen (Jahr, Titel, Album, Platzierungen, Wochen, Auszeichnungen, Anmerkungen) | Höchstplatzierung, Gesamtwochen, AuszeichnungChartplatzierungen (Jahr, Titel, Album, Platzierungen, Wochen, Auszeichnungen, Anmerkungen) | Anmerkungen                                                         |
| Jahr | Titel Album                             | DE | AT | CH | UK | Anmerkungen                                                         |
| ---- | --------------------------------------- | --- | --- | --- | --- | ------------------------------------------------------------------- |
| 2007 | Come Marry Me Chefa                     | DE90 (1 Wo.)DE | — | — | — | Erstveröffentlichung: 24. August 2007 Miss Platnum feat. Pete Fox   |
| 2011 | Sekundenschlaf Zum Glück in die Zukunft | DE58 (6 Wo.)DE | — | — | — | Erstveröffentlichung: 4. März 2011 Marteria feat. Peter Fox         |
| 2019 | Flex Pon You –                          | — | — | — | — | Erstveröffentlichung: 5. Juli 2019 Ricky Dietz feat. Peter Fox      |
| 2024 | Piratenradio Pablo                      | — | — | — | — | Erstveröffentlichung: 20. September 2024 Olli Banjo feat. Peter Fox |

## Videoalben und Musikvideos

### Videoalben
| Jahr | Titel Musiklabel                       | Höchstplatzierung, Gesamtwochen, AuszeichnungChartplatzierungen (Jahr, Titel, Musiklabel, Platzierungen, Wochen, Auszeichnungen, Anmerkungen) | Höchstplatzierung, Gesamtwochen, AuszeichnungChartplatzierungen (Jahr, Titel, Musiklabel, Platzierungen, Wochen, Auszeichnungen, Anmerkungen) | Höchstplatzierung, Gesamtwochen, AuszeichnungChartplatzierungen (Jahr, Titel, Musiklabel, Platzierungen, Wochen, Auszeichnungen, Anmerkungen) | Höchstplatzierung, Gesamtwochen, AuszeichnungChartplatzierungen (Jahr, Titel, Musiklabel, Platzierungen, Wochen, Auszeichnungen, Anmerkungen) | Anmerkungen                                                                                    |
| Jahr | Titel Musiklabel                       | DE | AT | CH | UK | Anmerkungen                                                                                    |
| ---- | -------------------------------------- | --- | --- | --- | --- | ---------------------------------------------------------------------------------------------- |
| 2009 | Live aus Berlin Downbeat Records (WMG) | DE* ×4VierfachplatinDE | AT1 Gold · (21 Wo.)AT | CH* PlatinCH | — | Erstveröffentlichung: 27. November 2009; mit Cold Steel Verkäufe: + 211.000; * siehe Livealbum |

### Musikvideos
| Jahr | Titel           | Regie                  |
| ---- | --------------- | ---------------------- |
| 2007 | Come Marry Me   | Daniel Harder          |
| 2008 | Alles neu       | Daniel Harder          |
| 2008 | Haus am See     | Daniel Harder          |
| 2009 | Schwarz zu blau | Daniel Harder          |
| 2011 | Sekundenschlaf  | Daniel Franke          |
| 2019 | Flex Pon You    | Antonin B. Pevny       |
| 2022 | Zukunft Pink    | Jakob Grunert          |
| 2023 | Vergessen wie   | Arkadiy Kreslov        |
| 2023 | Weiße Fahnen    | Arkadiy Kreslov        |
| 2023 | Ein Auge blau   | Daniel Harder          |
| 2024 | Toast           | Elias Köhler           |
| 2024 | Blackbirds BLN  | Elias Köhler           |
| 2024 | Piratenradio    | Max Elyx, Daniel Sluga |

## Autorenbeteiligungen und Produktionen
Peter Fox als Autor (A) oder Produzent (P) in den Charts

| Jahr | Titel Interpretation                                                                       | Höchstplatzierung, Gesamtwochen, AuszeichnungChartplatzierungen (Jahr, Titel, Interpretation, Platzierungen, Wochen, Auszeichnungen, Anmerkungen) | Höchstplatzierung, Gesamtwochen, AuszeichnungChartplatzierungen (Jahr, Titel, Interpretation, Platzierungen, Wochen, Auszeichnungen, Anmerkungen) | Höchstplatzierung, Gesamtwochen, AuszeichnungChartplatzierungen (Jahr, Titel, Interpretation, Platzierungen, Wochen, Auszeichnungen, Anmerkungen) | Höchstplatzierung, Gesamtwochen, AuszeichnungChartplatzierungen (Jahr, Titel, Interpretation, Platzierungen, Wochen, Auszeichnungen, Anmerkungen) | Anmerkungen |
| Jahr | Titel Interpretation                                                                       | DE | AT | CH | UK | Anmerkungen |
| --- | ------------------------------------------------------------------------------------------ | --- | --- | --- | --- | --- |
| 2001 | Dickes B A, P Seeed feat. Black Kappa                                                      | DE27 (17 Wo.)DE | AT68 (3 Wo.)AT | CH91 (1 Wo.)CH | — | Erstveröffentlichung: 2. April 2001                                                                                           |
| 2001 | Dancehall Caballeros A, P Seeed                                                            | DE44 (9 Wo.)DE | — | — | — | Erstveröffentlichung: 13. August 2001                                                                                         |
| 2003 | Music Monks A, P Seeed                                                                     | DE27 (9 Wo.)DE | AT28 (13 Wo.)AT | CH81 (2 Wo.)CH | — | Erstveröffentlichung: 12. Mai 2003                                                                                            |
| 2003 | What You Deserve Is What You Get A, P Seeed                                                | DE48 (6 Wo.)DE | — | — | — | Erstveröffentlichung: 3. November 2003                                                                                        |
| 2004 | Release A, P Seeed                                                                         | DE54 (8 Wo.)DE | AT47 (8 Wo.)AT | CH71 (2 Wo.)CH | — | Erstveröffentlichung: 21. Juni 2004                                                                                           |
| 2005 | Aufstehn! A, P Rise & Shine (englische Version) A, P Seeed feat. CeeLo Green               | DE5 (15 Wo.)DE | AT14 (17 Wo.)AT | CH28 (13 Wo.)CH | — | Erstveröffentlichung: 22. August 2005 (DE-Version) Erstveröffentlichung: 6. September 2006 (EN-Version)                       |
| 2005 | Schwinger A, P Good to Know (englische Version) A, P Seeed                                 | DE68 (9 Wo.)DE | AT57 (5 Wo.)AT | — | — | Erstveröffentlichung: 18. November 2005 (DE-Version) Erstveröffentlichung: 2. Juni 2006 (EN-Version)                          |
| 2006 | Ding A, P Thing* (englische Version) A, P Seeed / *Seeed feat. Saïan Supa Crew             | DE5 Gold · (26 Wo.)DE | AT4 (32 Wo.)AT | CH27 (19 Wo.)CH | — | Erstveröffentlichung: 17. Februar 2006 (DE-Version) Erstveröffentlichung: 2007 (EN-Version) Verkäufe: + 150.000               |
| 2007 | Come Marry Me A Miss Platnum feat. Pete Fox                                                | DE90 (1 Wo.)DE | — | — | — | Erstveröffentlichung: 24. August 2007                                                                                         |
| 2008 | Alles neu A, P Peter Fox                                                                   | DE4 ×5Fünffachgold · (51 Wo.)DE | AT11 Gold · (38 Wo.)AT | CH49 (9 Wo.)CH | — | Erstveröffentlichung: 15. August 2008 Verkäufe: + 765.000                                                                     |
| 2008 | Haus am See A, P Peter Fox                                                                 | DE8 ×5Fünffachgold · (70 Wo.)DE | AT6 Gold · (83 Wo.)AT | CH16 (43 Wo.)CH | — | Erstveröffentlichung: 17. Oktober 2008 Verkäufe: + 765.000                                                                    |
| 2009 | Schwarz zu blau A, P Peter Fox                                                             | DE3 ×3Dreifachgold · (26 Wo.)DE | AT17 (14 Wo.)AT | CH36 (5 Wo.)CH | — | Erstveröffentlichung: 6. Februar 2009 Verkäufe: + 450.000                                                                     |
| 2011 | Sekundenschlaf A Marteria feat. Peter Fox                                                  | DE58 (6 Wo.)DE | — | — | — | Erstveröffentlichung: 4. März 2011                                                                                            |
| 2011 | Molotov A, P Seeed                                                                         | DE12 Gold · (17 Wo.)DE | AT19 (8 Wo.)AT | — | — | Erstveröffentlichung: 12. August 2011 Verkäufe: + 150.000                                                                     |
| 2012 | Ill Manors A Plan B                                                                        | — | — | — | UK6 Silber · (16 Wo.)UK | Erstveröffentlichung: 29. Februar 2012 Verkäufe: + 200.000; Original: Peter Fox – Alles neu                                   |
| 2012 | Beautiful A, P Seeed                                                                       | DE22 (9 Wo.)DE | AT47 (1 Wo.)AT | — | — | Erstveröffentlichung: 31. August 2012                                                                                         |
| 2012 | Augenbling A, P Blink Blink* (englische Version) A, P Seeed / *Seeed feat. Féfé/Snoop Dogg | DE7 Platin · (37 Wo.)DE | AT12 Gold · (26 Wo.)AT | CH15 Platin · (24 Wo.)CH | — | Erstveröffentlichung: 16. November 2012 (DE-Version) Erstveröffentlichung: 2. September 2013 (EN-Version) Verkäufe: + 345.000 |
| 2013 | Deine Zeit A, P Seeed                                                                      | DE70 (1 Wo.)DE | — | — | — | Erstveröffentlichung: 22. März 2013                                                                                           |
| 2014 | Cherry Oh (2014) P Seeed                                                                   | DE16 (11 Wo.)DE | AT41 (5 Wo.)AT | CH64 (1 Wo.)CH | — | Erstveröffentlichung: 20. Juni 2014 Original: Eric Donaldson                                                                  |
| 2019 | Ticket A, P Seeed                                                                          | DE63 (8 Wo.)DE | — | — | — | Erstveröffentlichung: 12. April 2019                                                                                          |
| 2019 | Lass sie gehn A, P Seeed                                                                   | DE42 (1 Wo.)DE | — | — | — | Erstveröffentlichung: 26. Juli 2019                                                                                           |
| 2019 | G€LD A, P Seeed                                                                            | DE59 (7 Wo.)DE | — | — | — | Erstveröffentlichung: 20. September 2019                                                                                      |
| 2020 | Hale-Bopp A, P Seeed                                                                       | DE55 (11 Wo.)DE | — | — | — | Erstveröffentlichung: 31. Juli 2020                                                                                           |
| 2020 | Unterwegs A KitschKrieg feat. Jamule                                                       | DE1 Gold · (23 Wo.)DE | AT6 (20 Wo.)AT | CH17 (15 Wo.)CH | — | Erstveröffentlichung: 10. August 2020 Verkäufe: + 200.000 Original: Seeed feat. CeeLo Green – Aufstehn!                       |
| 2022 | Zukunft Pink A, P Peter Fox feat. Inéz                                                     | DE1 ×3Dreifachgold · (58 Wo.)DE | AT3 Platin · (40 Wo.)AT | CH21 Platin · (10 Wo.)CH | — | Erstveröffentlichung: 20. Oktober 2022 Verkäufe: + 980.000                                                                    |
| 2023 | Vergessen wie A, P Peter Fox                                                               | DE11 (6 Wo.)DE | AT40 (1 Wo.)AT | — | — | Erstveröffentlichung: 3. März 2023                                                                                            |
| 2023 | Weiße Fahnen A, P Peter Fox                                                                | DE29 (1 Wo.)DE | AT74 (1 Wo.)AT | — | — | Erstveröffentlichung: 17. März 2023                                                                                           |
| 2023 | Ein Auge blau A, P Peter Fox                                                               | DE14 (4 Wo.)DE | AT39 (1 Wo.)AT | — | — | Erstveröffentlichung: 14. April 2023                                                                                          |
| 2023 | Toscana Fanboys A, P Peter Fox feat. Adriano Celentano                                     | DE50 (3 Wo.)DE | — | — | — | Erstveröffentlichung: 16. Juni 2023                                                                                           |
| 2024 | Alles glänzt A Badmómzjay                                                                  | DE77 (1 Wo.)DE | — | — | — | Erstveröffentlichung: 29. Februar 2024 Original: Peter Fox – Alles neu                                                        |
| 2024 | Toast A, P Peter Fox feat. Reezy                                                           | DE15 (3 Wo.)DE | AT41 (1 Wo.)AT | CH71 (1 Wo.)CH | — | Erstveröffentlichung: 3. Mai 2024                                                                                             |
| Folgende Lieder erschienen nicht als Single, wurden aber durch das Album zum Download und Streaming bereitgestellt und konnten somit eine Platzierung erlangen: |                                                                                            | | | | | |
| |                                                                                            | | | | | |
| 2013 | Haus am See A Heino                                                                        | DE96 (1 Wo.)DE | — | — | — | Charteinstieg: 15. Februar 2013                                                                                               |
| 2019 | Sie is geladen A, P Seeed feat. Nura                                                       | DE88 (1 Wo.)DE | — | — | — | Charteinstieg: 11. Oktober 2019                                                                                               |

## Sonderveröffentlichungen
| Jahr | Titel Album                             | Anmerkungen                                                                  |
| ---- | --------------------------------------- | ---------------------------------------------------------------------------- |
| 2006 | Rodeo Ich                               | Erstveröffentlichung: 1. Dezember 2006 Sido feat. Peter Fox                  |
| 2007 | Come Marry Me Chefa                     | Erstveröffentlichung: 25. Mai 2007 Miss Platnum feat. Pete Fox               |
| 2010 | Sekundenschlaf Zum Glück in die Zukunft | Erstveröffentlichung: 20. August 2010 Marteria feat. Peter Fox               |
| 2015 | Benzin Wunderkynd                       | Erstveröffentlichung: 28. August 2015 Wunderkynd feat. P. Fox                |
| 2020 | Lambo Lambo KitschKrieg                 | Erstveröffentlichung: 2. August 2020 KitschKrieg feat. Peter Fox & Trettmann |
| 2023 | Ich muss raus Tait Eita                 | Erstveröffentlichung: 17. Februar 2023 Harris feat. P. Fox                   |
| 2025 | Piratenradio Pablo                      | Erstveröffentlichung: 10. Januar 2025 Olli Banjo feat. Peter Fox             |

| Jahr | Titel Soundtrack                                     | Anmerkungen                                                           |
| ---- | ---------------------------------------------------- | --------------------------------------------------------------------- |
| 2005 | I’ll Never Get Out of This World Alive Almost Heaven | Erstveröffentlichung: 29. August 2005 Heike Makatsch & The Germaicans |
| 2010 | Kopf verloren Same Same But Different                | Erstveröffentlichung: 22. Januar 2010                                 |
| 2018 | Duk Deal Asphaltgorillas                             | Erstveröffentlichung: 28. September 2018 als Pierre Baigorry          |
| 2018 | Hassans Kraftraumkombi Asphaltgorillas               | Erstveröffentlichung: 28. September 2018 als Pierre Baigorry          |
| 2018 | Love la Boum Asphaltgorillas                         | Erstveröffentlichung: 28. September 2018 als Pierre Baigorry          |
| 2018 | Rollin Asphaltgorillas                               | Erstveröffentlichung: 28. September 2018 als Pierre Baigorry          |
| 2018 | Schüttel deinen Speck 100 Dinge                      | Erstveröffentlichung: 7. Dezember 2018                                |

## Statistik

### Chartauswertung
|                     | DE    | AT    | CH    | UK    |
| ------------------- | ----- | ----- | ----- | ----- |
| Nummer-eins-Alben   | DE2DE | AT2AT | CH1CH | UK—UK |
| Top-10-Alben        | DE3DE | AT2AT | CH2CH | UK—UK |
| Alben in den Charts | DE3DE | AT2AT | CH3CH | UK—UK |

|                       | DE     | AT    | CH    | UK    |
| --------------------- | ------ | ----- | ----- | ----- |
| Nummer-eins-Singles   | DE1DE  | AT—AT | CH—CH | UK—UK |
| Top-10-Singles        | DE4DE  | AT2AT | CH—CH | UK—UK |
| Singles in den Charts | DE11DE | AT9AT | CH5CH | UK—UK |

|                       | DE     | AT     | CH     | UK    |
| --------------------- | ------ | ------ | ------ | ----- |
| Nummer-eins-Singles   | DE2DE  | AT—AT  | CH—CH  | UK—UK |
| Top-10-Singles        | DE8DE  | AT4AT  | CH—CH  | UK1UK |
| Singles in den Charts | DE31DE | AT18AT | CH12CH | UK1UK |

|                       | DE     | AT     | CH     | UK    |
| --------------------- | ------ | ------ | ------ | ----- |
| Nummer-eins-Singles   | DE1DE  | AT—AT  | CH—CH  | UK—UK |
| Top-10-Singles        | DE7DE  | AT3AT  | CH—CH  | UK—UK |
| Singles in den Charts | DE28DE | AT18AT | CH12CH | UK—UK |

### Auszeichnungen für Musikverkäufe
Platin-Schallplatte
- Deutschland
  - 2023: für das Lied Stadtaffe

3× Goldene Schallplatte
- Deutschland
  - 2023: für das Lied Schüttel deinen Speck

Anmerkung: Auszeichnungen in Ländern aus den Charttabellen bzw. Chartboxen sind in ebendiesen zu finden.
| Land/RegionAuszeichnungen für Musikverkäufe (Land/Region, Auszeichnungen, Verkäufe, Quellen) | Silber  | Gold       | Platin       | Verkäufe  | Quellen           |
| -------------------------------------------------------------------------------------------- | ------- | ---------- | ------------ | --------- | ----------------- |
| Deutschland (BVMI)                                                                           | —       | 10× Gold10 | 21× Platin21 | 6.250.000 | musikindustrie.de |
| Österreich (IFPI)                                                                            | —       | 4× Gold4   | 4× Platin4   | 150.000   | ifpi.at           |
| Schweiz (IFPI)                                                                               | —       | Gold1      | 3× Platin3   | 71.000    | hitparade.ch      |
| Vereinigtes Königreich (BPI)                                                                 | Silber1 | —          | —            | 200.000   | bpi.co.uk         |
| Insgesamt                                                                                    | Silber1 | 15× Gold15 | 28× Platin28 |           |                   |